# Miki Núñez
Miquel Núñez Pozo (en espagnol : Miguel Núñez Pozo), mieux connu sous le nom de Miki Núñez ou encore le mononyme Miki, né le 6 janvier 1996 à Terrassa, Catalogne, Espagne est un chanteur espagnol. 
Après avoir participé à la dixième édition du télé-crochet Operación Triunfo en 2018, où il a terminé 6e, il a été sélectionné par la Télévision espagnole pour représenter l'Espagne au Concours Eurovision de la chanson 2019 avec la chanson La venda.

## Biographie
Origines et enfance
Miguel Núñez naît dans une famille où la musique est très présente. Ses parents l'ont donc incité à apprendre la musique depuis son plus jeune âge. Il a un petit frère, Eloi, de qui il est très proche.
Il a étudié à l'université de Barcelone pour devenir professeur d'école primaire. En parallèle de ses études, il fait partie du groupe Dalton Bang, avec qui il fait une tournée en 2018,.
Depuis l'Eurovision
Après l'Eurovision, Miguel Núñez sort son premier album, Amuza le 13 septembre 2019, resté 24 semaines dans les charts espagnols, avec une poussée à la 1ère place à sa sortie. Cet album sera suivi par une tournée en Espagne,.
En octobre 2020, Miki annonce la sortie de son 2ème album le 20 novembre 2020, ainsi que la liste des chansons qui le composent.

## Discographie
Singles
| Année | Titre         | Album   |
| ----- | ------------- | ------- |
| 2019  | La Venda      | Amuza   |
| 2019  | Celébrate     | Amuza   |
| 2020  | Me vale       | Iceberg |
| 2020  | Viento y vida | Iceberg |

Albums
| Titre      | Année | Informations                                 |
| ---------- | ----- | -------------------------------------------- |
| Amuza (en) | 2019  | - Premier album - Sortie : 13 septembre 2019 |
| Iceberg    | 2019  | - Sortie : 20 novembre 2020                  |

## Parcours dansOperación Triunfo
Voici les différentes chansons chantées durant Operación Triunfo avec l'artiste original et le nom du candidat avec lequel il a chanté sur certaines chansons.
| Gala    | Titre                               | Interprété par                             | Artiste original            |
| ------- | ----------------------------------- | ------------------------------------------ | --------------------------- |
| Gala 0  | Prefiero                            | Miki Núñez                                 | Antilopez                   |
| Gala 1  | El ataque de las chicas cocodrillos | Miki Núñez et Carlos Right                 | Hombres G                   |
| Gala 2  | Alma mía                            | Miki Núñez et Alba Reche                   | Natalia Lafourcade          |
| Gala 3  | Friday I'm in love                  | Miki Núñez et Joan Garrido                 | The Cure                    |
| Gala 4  | Quédate en Madrid                   | Miki Núñez et Maria Villar                 | Mecano                      |
| Gala 5  | El patio                            | Miki Núñez                                 | Pablo López (en)            |
| Gala 6  | Shallow                             | Miki Núñez et Natalia Lacunza              | Lady Gaga et Bradley Cooper |
| Gala 7  | No olvidarme de olvidar             | Miki Núñez et Sabella Ramil                | Rosana et Carlos Rivera     |
| Gala 8  | Can we dance                        | Miki Núñez                                 | The Vamps                   |
| Gala 9  | Una lluna a l'aigua                 | Miki Núñez                                 | Txarango                    |
| Gala 10 | Promesas que no valen nada          | Miki Núñez                                 | Los Piratas                 |
| Gala 11 | Hijos de la tierra                  | Miki Núñez                                 | Nil Moliner                 |
| Gala 12 | Some Night                          | Miki Núñez                                 | Fun                         |
| Gala 12 | Calypso                             | Miki Núñez, Sabella Ramil et Famous Obrego | Luis Fonsi et Stefflon Don  |